# Elaeocarpus polystachyus
Elaeocarpus polystachyus là một loài thực vật có hoa trong họ Côm. Loài này được Wall. ex Müll.Berol. mô tả khoa học đầu tiên năm 1849.